# シボニー (ID-2999)
シボニー（Siboney）は、第一次世界大戦から第二次世界大戦にかけて運用されたアメリカ合衆国の船。軍隊輸送船、貨物船、病院船として運用された。
姉妹船のオリザバと共に貨客船オリエンテ（Oriente）として起工されたが、軍隊輸送船として設計が変更され、進水後にシボニーと改名された。シボニーは、アメリカ軍が米西戦争中に上陸したキューバの村シボネイの英語読みにちなんでいる。
アメリカ合衆国海軍によって艦番号ID-2999（IDは徴用された船舶に付された船体分類符号）を付与されたシボニー（USS Siboney ID-2999）は、第一次世界大戦で軍隊輸送船として運用された。戦後ウォード・ライン、後にアメリカン・エクスポート・ラインズで運航を行った。
第二次世界大戦中は、アメリカ合衆国陸軍に徴用され、当初は輸送船シボニー（USAT Siboney）、後に病院船チャールズ・A・スタッフォード（USAHS Charles A. Stafford）として使用された。